# Armia Poznań 2019
Questa voce raccoglie le informazioni riguardanti l'Armia Poznań nelle competizioni ufficiali della stagione 2019.

## Roster
| Roster dell'Armia Poznań (2019) |
| --- |
| Quarterback - 3 Joachim Krüger - 7 Patryk Barczak - 12 Witold Gajewski Running Back - Łukasz Bentka - 4 Jakub Jankowski - 28 Łukasz Gąsiewicz - 87 Tomasz Gajewski Wide Receiver - Maciej Harasimowicz - Piotr Graczyk - 1 Kaelin Coyne - 10 Michał Woźniak - 13 Ivo Jakubowski - 18 Maurycy Wawrzyniak - 84 Jan Budziński Tight End - Bartłomiej Lubianiec - 6 Mateusz Cieśliński - 88 Mikołaj Lipski Offensive Linemen - Michał Gerus - Jakub Mułek - 56 Marcin Hermais - 57 Cyryl Motylewski - 62 Jakub Błaszczyk - 63 Tomasz Konopka - 64 Mateusz Binarsch - 70 Jędrzej Rudnicki - 71 Dawid Jaskólski - 72 Sebastian Osywa - 73 Michał Chmara - 74 Marcin Tylski - 78 Stanisław Piela Defensive Linemen - Jakub Ignaczak - Damian Banaszak - Dawid Wieland - 42 Sebastian Kuczyński - 50 Michał Kowalewicz - 52 Dariusz Banaszak - 53 Sebastian Bajon - 59 Mikołaj Dziamski - 69 Jakub Skąpski - 91 Jarosław Burkovski - 99 Szymon Leśniak Linebacker - Krzysztof Spychała - Michał Matuszczak - 21 Mikołaj Polaczyk - 22 Ireneusz Woźniak - 33 Przemysław Szukała - 51 Filip Stachowiak - 54 Szymon Barczak - 66 Szymon Ciesielski - 90 Adam Gabryś Defensive Back - Jakub Adamski - Piotr Antoniak CB - Filip Pawlicki - Daniel Bancerz - Marek Skrzypczak - Michał Panowicz - Łukasz Sirbu - 2 Miguel Buenache Hernández - 5 Krzysztof Konieczny - 9 Mikołaj Cieśla - 11 Wojciech Szymański DB/WR - 17 Michał Odwrot - 20 Noel Castillo - 23 Michał Bisikiewicz - 25 Adrian Dolniak - 26 Jakub Gerka - 27 Michał Binek Special Team , * Łukasz Falkowski - 55 Przemysław Lenski nella squadra d'allenamento Coaching staff Shannon O’Brien (HC) |

## Liga Futbolu Amerykańskiego 1 2019

### Stagione regolare
| Zielona Góra 24 marzo 2019, ore 12:00 | Wataha Zielona Góra | 6 – 13 (0-0 0-0 6-6 0-7) referto | Armia Poznań | Stadion do futbolu amerykańskiego\| Arbitro: \| Żak \| |
| Arbitro:                              | Żak                 |                                  |              |                                                        |

| Cracovia 31 marzo 2019 | Kraków Kings  | 32 – 14 (0-0 0-14 17-0 15-0) referto | Armia Poznań | WKS Wawel\| Arbitro: \| Walentynowicz \| |
| Arbitro:               | Walentynowicz |                                      |              |                                          |

| Poznań 7 aprile 2019 | Armia Poznań | 21 – 10 (0-0 14-7 0-0 7-3) referto | Rhinos Wyszków | Stadion Golęcin\| Arbitro: \| Radziński \| |
| Arbitro:             | Radziński    |                                    |                |                                            |

| Poznań 13 aprile 2019 | Armia Poznań | 41 – 12 (7-0 14-0 20-12 0-0) referto | Wilki Łódzkie | Stadion Golęcin\| Arbitro: \| Żołądek \| |
| Arbitro:              | Żołądek      |                                      |               |                                          |

| Opole 28 aprile 2019, ore 14:00 | Towers Opole  | 32 – 12 referto | Armia Poznań | Miejski Stadion Lekkoatletyczny imienia Opolskich Olimpijczyków\| Arbitro: \| Walentynowicz \| |
| Arbitro:                        | Walentynowicz |                 |              |                                                                                                |

| Tychy 5 maggio 2019, ore 15:30 | Tychy Falcons | 40 – 13 (21-0 13-0 6-0 0-13) referto | Armia Poznań | Boisko boczne "Falcons Field" - Stadion Miejski Tychy\| Arbitro: \| Walentynowicz \| |
| Arbitro:                       | Walentynowicz |                                      |              |                                                                                      |

| Poznań 19 maggio 2019 | Armia Poznań | 45 – 21 (7-14 14-0 10-0 14-7) referto | Olsztyn Lakers | Stadion Golęcin\| Arbitro: \| Radziński \| |
| Arbitro:              | Radziński    |                                       |                |                                            |

| Poznań 2 giugno 2019 | Armia Poznań | 14 – 42 (7-21 0-7 0-14 7-0) referto | Panthers Wrocław | Stadion Golęcin\| Arbitro: \| Radziński \| |
| Arbitro:             | Radziński    |                                     |                  |                                            |

## Statistiche di squadra
| Competizione      | %Vittorie | In casa | In casa | In casa | In casa | In casa | In casa | In trasferta | In trasferta | In trasferta | In trasferta | In trasferta | In trasferta | Totale | Totale | Totale | Totale | Totale | Totale |
| Competizione      | %Vittorie | G       | V       | N       | P       | Pf      | Ps      | G            | V            | N            | P            | Pf           | Ps           | G      | V      | N      | P      | Pf     | Ps     |
| ----------------- | --------- | ------- | ------- | ------- | ------- | ------- | ------- | ------------ | ------------ | ------------ | ------------ | ------------ | ------------ | ------ | ------ | ------ | ------ | ------ | ------ |
| Stagione regolare | .500      | 4       | 3       | 0       | 1       | 121     | 85      | 4            | 1            | 0            | 3            | 52           | 110          | 8      | 4      | 0      | 4      | 173    | 195    |
| Totale            | .500      | 4       | 3       | 0       | 1       | 121     | 85      | 4            | 1            | 0            | 3            | 52           | 110          | 8      | 4      | 0      | 4      | 173    | 195    |